# Puente del Ojo
El Puente del Ojo (en macedonio: Мост „Око“) es un puente peatonal sobre el río Vardar en el centro de Skopie, capital de Macedonia del Norte. Situado entre el puente de piedra y el puente de Arte, comenzó a construirse en 2011, como parte de un proyecto más amplio Skopie 2014. El puente incluye 28 esculturas y costó alrededor de € 1,5 millones.